# 崔口镇
崔口镇，是中华人民共和国山東省德州市庆云县下辖的一个乡镇级行政单位。

## 行政区划
崔口镇下辖以下地区：
崔口西北村、崔口西南村、崔口东北村、崔口东南村、张庄村、周辛村、一小屯村、二小屯村、三小屯村、四小屯村、黄小屯村、杨呈赵村、前呈赵村、后呈赵村、刘庄村、陈庄村、东齐周务村、大齐周务东北村、大齐周务西北村、大齐周务东南村、大齐周务西南村和西齐周务村。